# Allocosa utahana
Allocosa utahana är en spindelart som beskrevs av Charles Denton Dondale och James H. Redner 1983. Allocosa utahana ingår i släktet Allocosa och familjen vargspindlar. Inga underarter finns listade i Catalogue of Life.